# Copa de la UEFA 1980-1981
La Copa de la UEFA 1980–81 fou guanyada per l'Ipswich Town, que va derrotar l'AZ Alkmaar en la final a doble partit per un resultat global de 5-4.

## Primera ronda
| Equip 1                 | Global | Equip 2                     | Anada | Tornada |
| ----------------------- | ------ | --------------------------- | ----- | ------- |
| Zbrojovka Brno          | 5–1    | SK VOEST Linz               | 3–1   | 2–0     |
| 1. FC Kaiserslautern    | (c)3–3 | RSC Anderlecht              | 1–0   | 2–3     |
| 1. FC Magdeburg         | 5–3    | Moss F.K.                   | 2–1   | 3–2     |
| AZ Alkmaar              | 10–0   | FA Red Boys Differdange     | 6–0   | 4–0     |
| Ballymena United FC     | 2–4    | FC Vorwärts Frankfurt       | 2–1   | 0–3     |
| Dynamo Dresden          | 2–0    | Napredak Krusevac           | 1–0   | 1–0     |
| FC Arges Pitesti        | 0–2    | FC Utrecht                  | 0–0   | 0–2     |
| FC Bohemians Praha      | 4–3    | Sporting de Gijon           | 3–1   | 1–2     |
| FC Dinamo de Kíev       | 1–1(c) | PFC Levski Sofia            | 1–1   | 0–0     |
| FC Xakhtar Donetsk      | 1–3    | Eintracht Frankfurt         | 1–0   | 0–3     |
| FC Sochaux-Montbeliard  | 3–2    | Servette FC                 | 2–0   | 1–2     |
| FC Twente               | 5–3    | IFK Goteborg                | 5–1   | 0–2     |
| Fenerbahce SK           | 1–3    | PFC Beroe Stara Zagora      | 0–1   | 1–2     |
| FC Porto                | 1–0    | Dundalk FC                  | 1–0   | 0–0     |
| Grasshopper-Club Zurich | 8–3    | Kjobenhavns Boldklub        | 3–1   | 5–2     |
| Hamburger SV            | 7–5    | FK Sarajevo                 | 4–2   | 3–3     |
| IF Elfsborg             | 1–2    | St Mirren FC                | 1–2   | 0–0     |
| Ipswich Town FC         | 6–4    | Aris FC                     | 5–1   | 1–3     |
| IA                      | 0–10   | 1. FC Koln                  | 0–4   | 0–6     |
| Juventus FC             | 6–4    | Panathinaikos FC            | 4–0   | 2–4     |
| KSC Lokeren             | 2–1    | FC Dynamo Moscou            | 1–1   | 1–0     |
| KuPS                    | 0–14   | AS Saint-Etienne            | 0–7   | 0–7     |
| LASK Linz               | 2–6    | Radnicki Nis                | 1–2   | 1–4     |
| Manchester United FC    | 1–1(c) | Widzew Lodz                 | 1–1   | 0–0     |
| PSV Eindhoven           | 3–2    | Wolverhampton Wanderers FC  | 3–1   | 0–1     |
| R.W.D. Molenbeek        | 3–4    | Torino FC                   | 1–2   | 2–2(pr) |
| Slask Wroclaw           | 2–7    | Dundee United FC            | 0–0   | 2–7     |
| Sliema Wanderers FC     | 0–3    | FC Barcelona                | 0–2   | 0–1     |
| Standard Liege          | 3–2    | Steaua Bucuresti            | 1–1   | 2–1     |
| Ujpest FC               | 1–2    | Reial Societat              | 1–1   | 0–1     |
| Vasas SC                | 1–2    | Boavista FC                 | 0–2   | 1–0     |
| VfB Stuttgart           | 10–1   | Pezoporikós Ómilos Làrnakas | 6–0   | 4–1     |

## Segona ronda
| Equip 1                | Global | Equip 2                 | Anada | Tornada |
| ---------------------- | ------ | ----------------------- | ----- | ------- |
| Zbrojovska Brno        | 2–3    | Reial Societat          | 1–1   | 1–2     |
| 1. FC Kaiserslautern   | 2–4    | Standard Liege          | 1–2   | 1–2     |
| 1. FC Koln             | 4–1    | FC Barcelona            | 0–1   | 4–0     |
| Dundee United FC       | 1–1(c) | KSC Lokeren             | 1–1   | 0–0     |
| FC Utrecht             | 3–4    | Eintracht Frankfurt     | 2–1   | 1–3     |
| FC Sochaux-Montbeliard | 3–2    | Boavista FC             | 2–2   | 1–0     |
| FC Twente              | 1–1(c) | Dynamo Dresden          | 1–1   | 0–0     |
| FC Porto               | 2–3    | Grasshopper-Club Zurich | 2–0   | 0–3(pr) |
| Ipswich Town FC        | 3–2    | FC Bohemians Praha      | 3–0   | 0–2     |
| PFC Beroe Stara Zagora | 1–3    | Radnicki Nis            | 0–1   | 1–2     |
| PFC Levski Sofia       | 1–6    | AZ Alkmaar              | 1–1   | 0–5     |
| PSV Eindhoven          | 2–3    | Hamburger SV            | 1–1   | 1–2     |
| St Mirren FC           | 0–2    | AS Saint-Etienne        | 0–0   | 0–2     |
| Torino FC              | 3–2    | 1. FC Magdeburg         | 3–1   | 0–1     |
| VfB Stuttgart          | 7–2    | FC Vorwärts Frankfurt   | 5–1   | 2–1     |
| Widzew Lodz            | (p)4–4 | Juventus FC             | 3–1   | 1–3     |

## Tercera ronda
| Equip 1                 | Global | Equip 2                | Anada | Tornada |
| ----------------------- | ------ | ---------------------- | ----- | ------- |
| Eintracht Frankfurt     | 4–4(c) | FC Sochaux-Montbeliard | 4–2   | 0–2     |
| Grasshopper-Club Zurich | (p)3–3 | Torino FC              | 2–1   | 1–2     |
| Hamburger SV            | 0–6    | AS Saint-Etienne       | 0–5   | 0–1     |
| Ipswich Town FC         | 5–1    | Widzew Lodz            | 5–0   | 0–1     |
| KSC Lokeren             | 3–2    | Reial Societat         | 1–0   | 2–2     |
| Radnicki Nis            | 2–7    | AZ Alkmaar             | 2–2   | 0–5     |
| Standard Liege          | 5–2    | Dynamo Dresden         | 1–1   | 4–1     |
| VfB Stuttgart           | 4–5    | 1. FC Koln             | 3–1   | 1–4(pr) |

## Quarts de final
| Equip 1                 | Global | Equip 2                | Anada | Tornada |
| ----------------------- | ------ | ---------------------- | ----- | ------- |
| AS Saint-Etienne        | 2–7    | Ipswich Town FC        | 1–4   | 1–3     |
| AZ Alkmaar              | 2–1    | KSC Lokeren            | 2–0   | 0–1     |
| Grasshopper-Club Zurich | 1–2    | FC Sochaux-Montbeliard | 0–0   | 1–2     |
| Standard Liege          | 2–3    | 1. FC Koln             | 0–0   | 2–3     |

## Semifinals
| Equip 1                | Global | Equip 2    | Anada | Tornada |
| ---------------------- | ------ | ---------- | ----- | ------- |
| FC Sochaux-Montbeliard | 3–4    | AZ Alkmaar | 1–1   | 2–3     |
| Ipswich Town FC        | 2–0    | 1. FC Koln | 1–0   | 1–0     |

## Final
| Equip 1         | Global | Equip 2 | Anada | Tornada |
| --------------- | ------ | ------- | ----- | ------- |
| Ipswich Town FC | 5–4    | AZ'67   | 3–0   | 2–4     |

| Campió de la Copa de la UEFA 1980-81 |
| ------------------------------------ |
| Ipswich Town FC Primer títol         |